# Бэйлор Беарз (баскетбол)
Бэйлор Беарз (англ. Baylor Bears) — баскетбольная команда, представляющая Бэйлорский университет в первом баскетбольном мужском дивизионе NCAA. Располагается в Уэйко (штат Техас). Домашние игры проводит в «Феррелл-центре». В настоящее время главным тренером «Беарз» является Скотт Дрю.

## История

### Ранние годы
Баскетбольная команда Бэйлорского университета была основана в 1907 году, а её первым тренером стал Лютер Бурлесон, который также исполнял обязанности футбольного тренера. В 1908 году в соседнем Техасском христианском университете также была создана баскетбольная команда и два университета стали соперничать друг с другом, однако «Беарз» в сезоне 1908/09 дважды оказались сильнее своих визави. С 1911 по 1914 год главным тренером команды работал Ральф Глэйз, который за время своей работы одерживал победу в 78,8 % матчей, что до сих пор является лучшим показателем в истории университета. Ральф Вульф, тренировавший команду с 1927 по 1941 год, в 1932 году впервые привёл «Беарз» к титулу чемпиона конференции SWC.

### Скандал вокруг команды 2003 года
В 2003 году мужская баскетбольная команда оказалась в центре скандала: игрок «Беарз» Патрик Денехи был убит своим бывшим товарищем по команде Карлтоном Дотсоном. Кроме того вскрылись и другие нарушения команды, в результате чего главный тренер Дэйв Блисс был вынужден подать в отставку. Расследование показало, что руководство «Беарз» в нарушении правил NCAA платило четырём игрокам команды, а также то, что Блисс сделал неправильные заявления СМИ, характеризующие Денехи как наркоторговца. Университет добровольно наложил на себя санкции, ограничив себя семью спортивными стипендиями на ближайшие два года, а также отказался от участия в пост-сезонных играх на один год. Кроме того NCAA запретила команде участвовать в играх за пределами конференции в сезоне 2005/06, а также увеличила испытательный срок, во время которого на университет накладывались ограничения на набор новых игроков.

## Достижения
- Чемпионы турнира NCAA: 2021
- Финалист NCAA: 1948, 2021
- Полуфиналист NCAA: 1948, 1950, 2021
- Четвертьфиналист NCAA: 1948, 1950, 2010, 2012, 2021
- 1/8 NCAA: 2010, 2012, 2014, 2017, 2021
- Участие в NCAA: 1946, 1948, 1950, 1988, 2008, 2010, 2012, 2014, 2015, 2016, 2017, 2019, 2021
- Победители регулярного чемпионата конференции: 1932, 1946, 1948, 1949, 1950, 2021